# Puritanical Euphoric Misanthropia
Albums de Dimmu Borgir
Spiritual Black Dimensions
(1999) Alive In Torment
(2002)
Puritanical Euphoric Misanthropia est le cinquième album studio du groupe de Black metal norvégien Dimmu Borgir, sorti en 2001.
Cet album a eu un assez grand succès commercial et, à la suite de cela, le Grammy Award norvégien leur a été décerné.
C'est le premier album où Galder joue dans le groupe, après le départ d'Astennu. C'est également le premier album où Barker et Vortex sont considérés comme étant membres du groupe à part entière.

## Musique
Pour cet album, Dimmu Borgir a travaillé avec l'orchestre de l'Opéra de Göteborg. L'utilisation d'un orchestre à cordes, par rapport aux claviers qu'utilise habituellement le groupe, a changé l'ambiance générale de l'album et en donne une approche beaucoup plus théâtrale. Les guitares y sont également bien plus mises en avant par rapport aux précédents albums du groupe.
De plus, on remarque que l'album possède un titre expérimental, Puritania, dont le son se rapproche plus du metal industriel que du black metal.

## Thèmes
Les thèmes de l'album ont relativement changé par rapport à ses prédécesseurs : les thèmes abordés dans l'album sont clairement anti-chrétiens et le thème du satanisme y est beaucoup plus présent. La pochette de l'album en est une représentation.

## Liste des morceaux
1. Fear And Wonder - 2:48
2. Blessings Upon The Throne Of Tyranny - 5:20
3. Kings Of The Carnival Creation - 7:48
4. Hybrid Stigmata - The Apostasy - 6:58
5. Architecture Of A Genocidal Nature - 6:10
6. Puritania - 3:06
7. IndoctriNation - 5:58
8. The Maelstrom Mephisto - 4:42
9. Absolute Sole Right - 6:26
10. Sympozium - 5:14
11. Perfection Or Vanity - 3:30
12. Devil's Path (version rééditée)* - 5:32
13. Burn In Hell (reprise de Twisted Sister)* - 5:05

(* Pistes présentes uniquement dans la version limitée)

## Composition
- Shagrath: chant
- Silenoz: guitare
- Galder: guitare
- ICS Vortex: basse/chant clair (pistes 3,4,8,10,13)
- Mustis: claviers
- Nicholas Barker: batterie
- Membres de l'orchestre de l'Opéra de Göteborg